# Battle of Watling Street
Battle of Watling Street ibland även kallet slaget vid Paulerspury skedde år 43 då romarna invaderade romarna Britannien. Arton år senare hade man den södra delen av ön i ett järngrepp efter att ha nedkämpat en del stammar och slutit förbund med icenerna, en mäktig keltisk stam. Boudicca var hustru till icenernas skicklige hövding, men när han dog bröt romarna förbundet och, för att verkligen visa att man menade allvar, tillfångatogs Boudicca och hennes döttrar. Boudicca bands fast och piskades inför åsynen av att hennes döttrar utsattes för gruppvåldtäkt av romerska soldater. Detta fick icenerna, nu under Boudicca själv, att gripa vapen och försöka slå tillbaka den romerska inkräktaren. 
Gajus Suetonius Paulinus var av kejsar Nero utsedd guvernör i Britannien. Då Boudiccas uppror startade var han upptagen med att i Wales lägga under sig några upproriska stammar. Detta fick, då Paulinus hade med sig nästan alla de romerska stridskrafterna i Britannien, följden att Boudicca kunde inta och förstöra Colchester, Londinium och St Albans. Kejsar Nero övervägde att ge upp projekt Britannien och dra sig tillbaka söderut. Men Paulinus var fast besluten att inte ge upp. I ilfart marscherade hans 14e och halva 20e legion sydväst och mötte Boudicca vid Paulerspury.
Romarna hade fördelen att komma till slagfältet först och kunde då välja en fördelaktig position där de varken kunde bli flankerade, överflyglade eller omfattade. Så var det bara att vänta. Kelterna anlände inom kort, hundratusentals män och kvinnor, upphetsade av framgångarna och redo att slåss. De var minst 100 000 man starka och då Paulinus hade knappt 10 000 man att tillgå skulle en öppen kamp på slagfältet betyda undergången för det romerska Britannien.
Boudiccas taktik hade först varit att storma med full styrka och orsaka en rejäl överflygling med följden att romarna skulle angripas framifrån, i sidorna och även i ryggen och i bästa fall omringas, vilket skulle betyda keltisk seger. Men den romerska positionen, i en dalgång mellan två sluttningar omöjliggjorde detta. Istället gick man till frontalangrepp i en tjock, väldig bubbla och lämnade de icke-stridande på vagnarna bakom sig så att de kunde titta på.
Frontalangreppet blev mycket misslyckat. Romarna stod tätt packade i en 800 meter lång och flera man tjock sköldmur och när kelterna med full kraft rusade in i romarnas formation var det Boudiccas krigare som fick betala priset. Romarnas svärd var korta och lätta att stickas med medan de keltiska svärden var långa och avsedda för kraftiga hugg, något som i detta läge skulle visa sig föga effektivt. Kelterna dog i tusental då romarna helt enkelt kunde sticka ner kelterna kvickt och undvika deras långsamma men kraftiga hugg. Deras kraftiga rustningar och stora sköldar skyddade dem och om någon enstaka legionär dog var det bara för mannen bakom att rusa fram och ta hans plats.
När Boudiccas armé hade förlorat sin anfallskraft gick romarna till modigt motangrepp i kilformation: ett sick-sackmönster längs hela fronten. Kelterna fastnade mellan dessa kilar och stacks hänsynslöst ner. Så snart kelterna var på flykten släpptes helvetet löst då Paulinus lät sina legionärer jaga ikapp fienden fritt, och även de tusentals kvinnor och barn som ifrån vagnarna betraktade massakern dödades och lämnades åt fåglarna. När skymningen kom hade minst 80 000 kelter dött, men bara ett hundratal romare. Tacitus siffror om 80 stupade romare kan dock betvivlas. Segern eliminerade effektivt den romerskfientliga krigsmakten i Britannien och gjorde att merparten av ön kunde styras som en romersk provins i ytterligare hundratals år.
Boudicca själv begick självmord när hon insåg att slaget var förlorat och räddade sig därmed undan ett värre öde i händerna på legionärerna.[källa behövs]